# August Schleicher

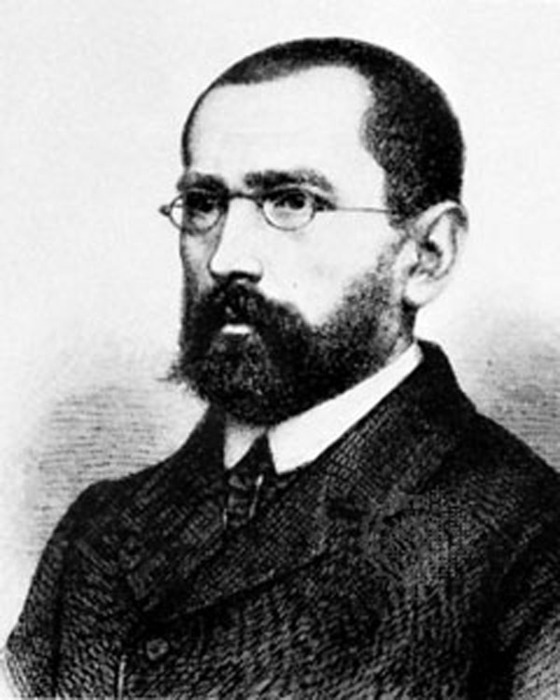
August Schleicher

August Schleicher (* 19. Februar 1821 in Meiningen; † 6. Dezember 1868 in Jena) war ein deutscher Sprachwissenschaftler. Er gilt als Begründer der Stammbaumtheorie in der vergleichenden Sprachforschung und zusammen mit Franz Bopp als Wegbereiter der Indogermanistik.
August Schleicher erforschte die Zusammenhänge innerhalb der indogermanischen Sprachfamilie. Die Linguistik sah er als Teil der Naturwissenschaften. Er definierte Sprache als natürlichen Lebensbestandteil, dessen Veränderungen – ähnlich der Entwicklung biologischer Arten – den Gesetzmäßigkeiten der Evolution unterliegen. Auf der Grundlage seiner Forschungsergebnisse zeichnete er im August 1853 den Ursprung der indogermanischen Sprachen in einem der ersten „Stammbäume“ nach, die in der Geschichte der Sprachwissenschaft und der Biologie (dort beispielsweise von Charles Darwin) veröffentlicht wurden. Als sein Hauptwerk wird das Compendium der vergleichenden Grammatik der indogermanischen Sprachen (1861) angesehen.

## Leben

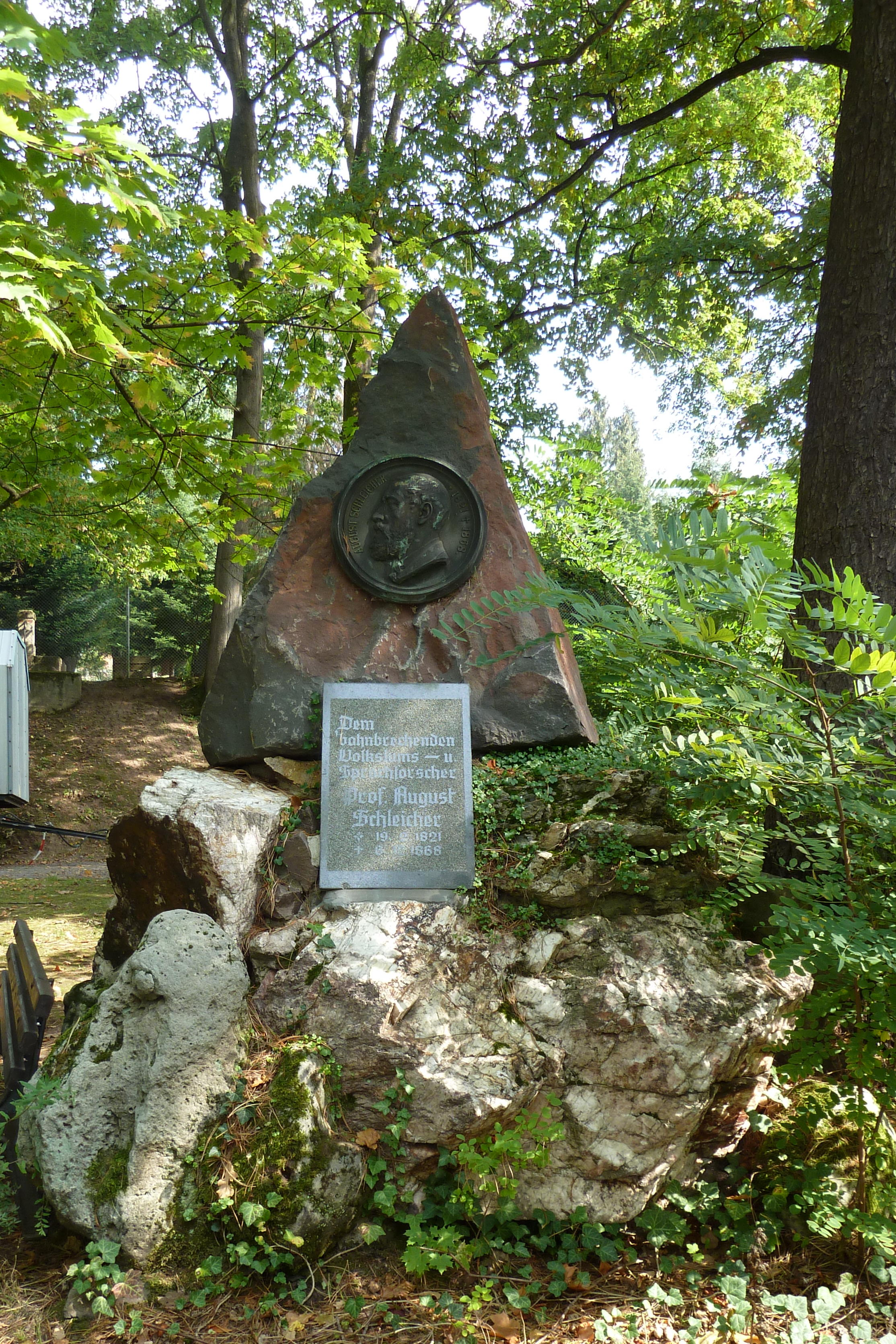
Denkmal in Sonneberg, Kirchstraße

August Schleicher wurde in Meiningen als Sohn des Arztes Johann Gottlieb Schleicher (1793–1864) geboren. Sein Vater war im Sommer 1815 als Student in Jena an der Gründung der Urburschenschaft beteiligt, die damals für demokratische Reformen und gegen die feudale Kleinstaaterei in Deutschland agitierte. 1821 zog die Familie von Meiningen nach Sonneberg um, wo sein Vater als Amtsarzt im Meininger Oberland tätig war.
Der fortschrittlich gesinnte Vater und die musikalisch talentierte Mutter achteten auf eine gute Schulbildung des sprachbegabten Jungen. Seine Kinder- und Jugendjahre verbrachte August Schleicher in Sonneberg, von wo er seit seinem 14. Lebensjahr das Gymnasium Casimirianum Coburg besuchte. Sein Professor am Gymnasium kam zu der Einschätzung, er sei wegen seiner weiterreichenden Interessen nicht gut für ein Sprachstudium geeignet und solle besser Theologie studieren.
Diesem Rat folgend begann August Schleicher nach dem Abitur, das er am Gymnasium Georgianum Hildburghausen ablegen musste, 1840 in Leipzig mit dem Theologiestudium. Nach dem ersten Semester wechselte er kurzzeitig an die protestantische Hochschule Erlangen und erkannte, dass ihm die Theologie immer weniger zusagte. Von Erlangen ging er nach Tübingen und kam mit der Philosophie Hegels in Berührung. Hegelianer des Tübinger Stifts wie David Friedrich Strauß, Jakob Friedrich Reiff, Ferdinand Christian Baur oder Friedrich Theodor Vischer lehrten dort. So befasste sich Schleicher mit philosophischen Fragen, kam von der Theologie ab und verlegte sich als Schüler von Heinrich Georg August Ewald auf das Studium orientalischer Sprachen. In kürzester Zeit erlernte er außer Hebräisch auch Sanskrit, Arabisch und Persisch. Nur widerwillig stimmte sein Vater 1843 dem Wechsel an die Universität Bonn zu. In einem Brief warnte sein Vater ihn: „Ein Philolog ist ein elender Lump, zumal wenn er wirklich einer ist. An dieses Studium Geld zu wenden, verlohnt sich nicht. […] Ganz anders steht es doch um einen Dorfpfarrer, wenn er seine Gemeinde erbaut und ihre Herzen erweicht.“
In Bonn studierte Schleicher klassische Sprachen, wurde durch Philologen wie Friedrich Ritschl und Friedrich Gottlieb Welcker in die Sprachwissenschaft Wilhelm von Humboldts eingeführt und beendete 1846 das Studium mit der Promotion. In Bonn beschäftigte er sich danach mit sprachvergleichenden Untersuchungen und hielt darüber Vorlesungen an der Universität.
1848 kehrte August Schleicher nach Thüringen in seine Heimatstadt Sonneberg zurück und forschte zunächst als Privatgelehrter auf sprachwissenschaftlichem Gebiet. In Bonn war Prinz Georg von Sachsen-Meiningen, der sich ebenfalls als Student dort aufgehalten hatte, auf ihn aufmerksam geworden. Der Erbprinz hatte August Schleicher nicht nur seine Freundschaft angeboten, sondern ihm auch ein großzügiges Stipendium verschafft, das ihm von 1848 bis 1850 ausgedehnte Reisen und längere Forschungsaufenthalte in Paris, London und Wien ermöglichte.
Während der Auslandsreisen arbeitete er als Korrespondent für die Augsburger Allgemeine Zeitung und die Kölnische Zeitung. In seiner Berichterstattung über die politischen Ereignisse von 1848 aus Paris und später aus Wien zeigte er offene Sympathie für die liberal-demokratische Fraktion der Frankfurter Nationalversammlung. Damit geriet er ins Visier der Habsburger Polizei, die ihn während seiner Aufenthalte in Wien und Prag über mehrere Jahre bespitzelte. 1850 folgte er Georg Curtius nach Prag, um sich mit slawischen Sprachen zu befassen.
Neben seiner Korrespondententätigkeit hatte August Schleicher einige bedeutende sprachwissenschaftliche Arbeiten veröffentlicht, so dass ihn die Prager Universität 1850 zum außerordentlichen Professor für Klassische Philologie und 1853 zum Ordinarius für vergleichende Sprachforschung, Deutsch und Sanskrit berief. Er nahm Verbindung zu Franz Tschelakowski und Paul Schaffarik auf und lernte in kurzer Zeit auch tschechisch zu sprechen. Die Beschäftigung mit den ältesten slawischen Schriftdenkmälern führte ihn zu seiner „Formenlehre der kirchenslawischen Sprache“ (1852). In diesem beispielgebenden Standardwerk führte er den Terminus „Kirchenslawisch“ in die Sprachwissenschaft ein.
Während seiner Professur in Prag konzentrierte er sich auf slawische Sprachen und das Litauische, welches in der Indogermanistik eine Sonderrolle einnimmt. 1852 erhielt er ein Stipendium der Wiener Akademie der Wissenschaften für eine Forschungsreise nach Ostpreußen. Dort hielt er sich ein halbes Jahr auf, erlernte in Gesprächen mit Litauern deren Sprache fließend zu sprechen und sammelte eine Menge Material für das Handbuch der litauischen Sprache, das er 1855/56 in Prag veröffentlichte. Außer der wissenschaftlichen Bedeutung hat dieses Handbuch bis heute unschätzbaren Wert für die sprachliche und kulturelle Selbstbestimmung der Litauer. 1856 zog sich August Schleicher wegen politischer Repressionen und wahrscheinlich auch aus gesundheitlichen Gründen für über ein Jahr nach Sonneberg zurück, wo er sprachwissenschaftliche Feldforschung betrieb. Im Sonneberger Raum wird Itzgründisch gesprochen, ein mainfränkischer Dialekt, der Sprachforschern noch heute ein ergiebiges Betätigungsfeld bietet.
1857 erhielt August Schleicher das Angebot, als Professor an die philosophische Fakultät der Universität Jena zu wechseln. Er verband damit große Hoffnungen für seine wissenschaftliche Arbeit. Die Enttäuschung war groß, als er in Jena auf eine konservative Professorenschaft stieß und mit seinen wissenschaftlichen und politischen Ansichten ein Außenseiterdasein führte. Schleicher soll gesagt haben: „Jena ist ein großer Sumpf, und ich bin der Frosch darin.“ Seit 1861 entwickelte sich zwischen ihm und Ernst Haeckel eine kongeniale Freundschaft. Mit ihm war es möglich, die evolutionstheoretischen und naturwissenschaftlichen Fragen zu diskutieren, die ihn als Sprachforscher beschäftigten. Im gleichen Jahr ernannte ihn die Bayerische Akademie der Wissenschaften zum korrespondierenden Mitglied. 1863 wurde er als ordentliches Mitglied in die Königlich Sächsische Gesellschaft der Wissenschaften aufgenommen.
Als korrespondierendes Mitglied der Russischen Akademie der Wissenschaften in Sankt Petersburg arbeitete August Schleicher an drei größeren Werken: Die vergleichende Grammatik der slawischen Sprachen, Die vergleichende Grammatik der baltischen Sprachen und Die Grammatik der slawo-baltischen Ursprache. Sein früher Tod im Jahr 1868 durchkreuzte diese Vorhaben und trug dazu bei, dass er in der deutschen Sprachwissenschaft in einer Außenseiterrolle verhaftet blieb.

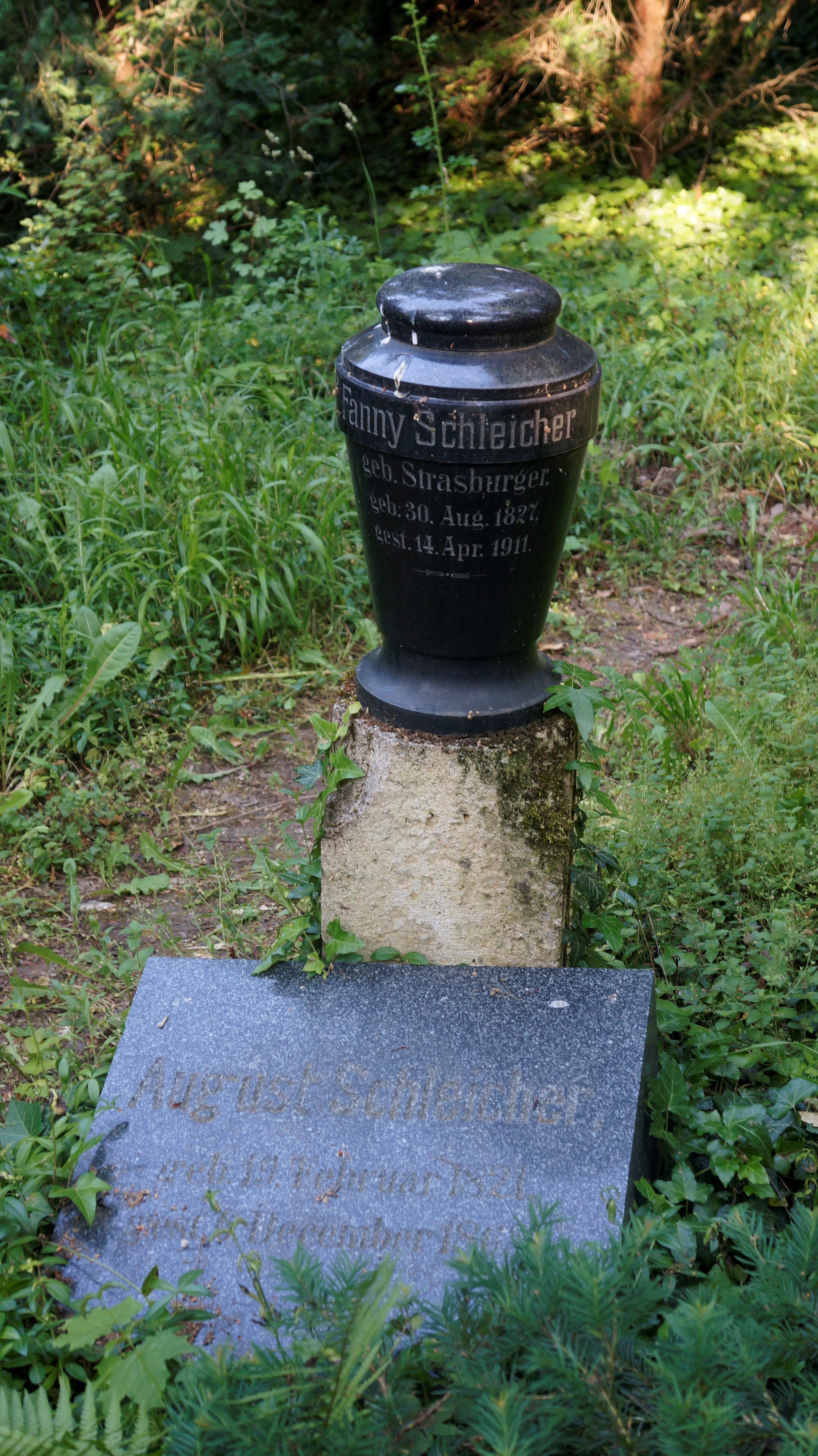
Grabplatte August und Grabmal Fanny Schleicher auf dem Johannisfriedhof in Jena

August Schleicher starb möglicherweise an Lungen-Tuberkulose, deren Symptome schon zur Studentenzeit auftraten. Den Therapievorschlägen seines Vaters folgend begegnete er der drohenden „Schwindsucht“ mit gesunder Lebensweise. In Bonn hatte er mit dem Turnen begonnen und übte diesen Sport auch später noch zusammen mit Ernst Haeckel aus. Außerdem suchte er regelmäßig Erholung in der gesunden Waldluft seiner Heimatstadt Sonneberg, wo er häufig bei seinen Eltern, Schwiegereltern und Freunden zu Besuch war.
Nach seinem Tod errichtete ihm die Stadt Sonneberg einen Gedenkstein und gab der Schleicherstraße seinen Namen.

## Der Indogermanist

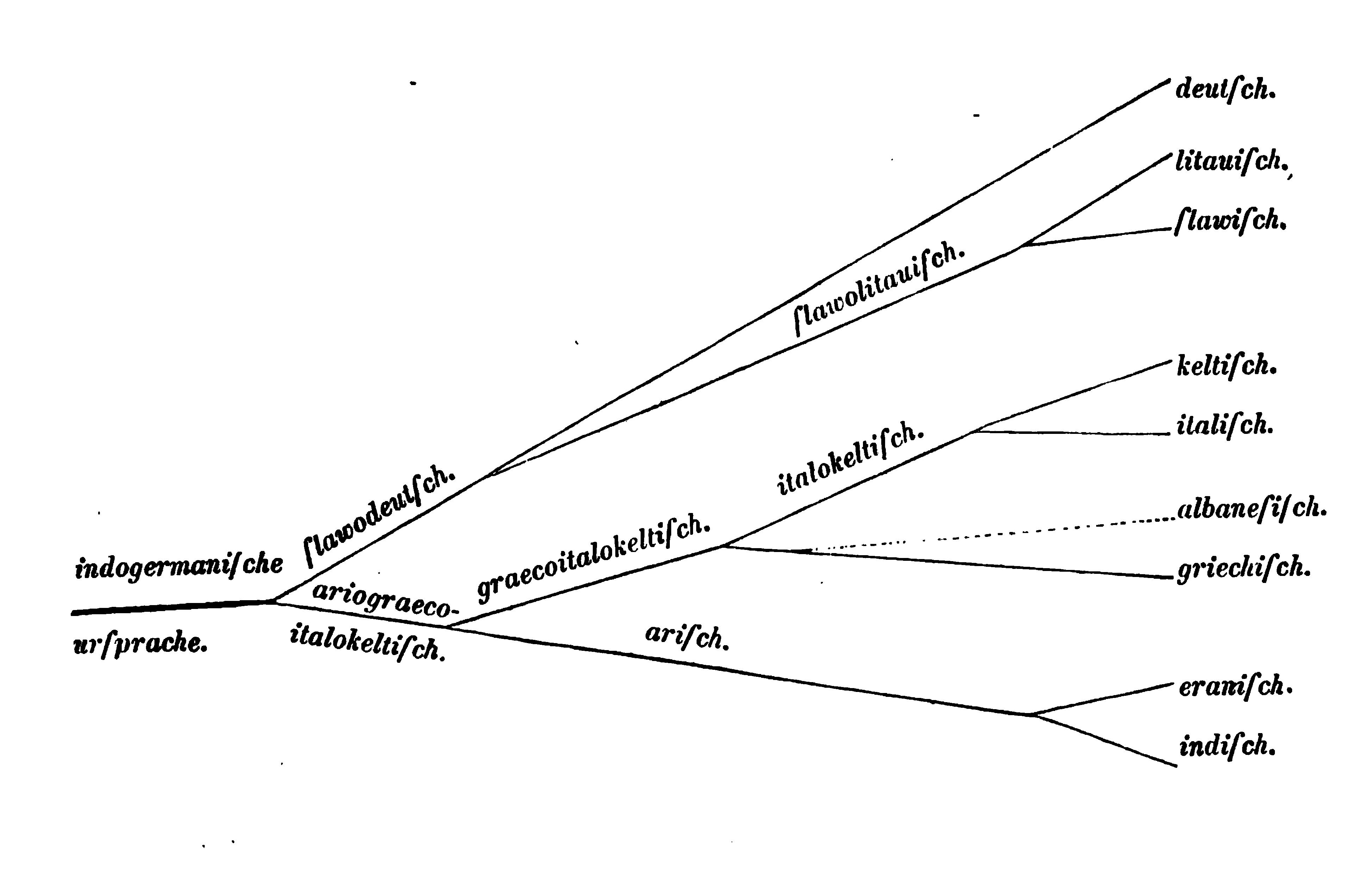
Schleichers Stammbaummodell

Schleicher war der erste Linguist, der sich sehr ernsthaft der Rekonstruktion der indogermanischen Ursprache verschrieb.
Schleichers Forderung geht über die Erfassung der ältesten Sprachstufe hinaus auf die Erschließung der allen gemeinsamen Urform, nicht aus romantischer Ur-Sehnsucht, sondern um alles Verschiedene auf das ursprünglich Gemeinsame zurückzuführen, sodass bei ihm nicht mehr das Sanskrit der Endpunkt war, sondern das Indogermanische als Ursprache vor der Trennung in die Einzelsprachen. Dabei war er sehr zuversichtlich und verfasste sogar eine kurze Fabel in dieser rekonstruierten indogermanischen Ursprache. Das Stammbaummodell konsequent zu Ende gedacht führt zu einer gemeinsamen Ursprache aller Sprachen. Schleichers Wirken war für die Indogermanistik in dreierlei Hinsicht nachhaltig. Zum einen geht auf ihn die Konvention zurück, rekonstruierte Formen mit Sternchen zu versehen. Zum anderen war Schleicher der erste, der die indogermanischen Sprachen in einem Stammbaum darstellte. Die üblicherweise zitierten Lautgesetze sind mit Schleichers Stammbaum verträglich. Schließlich begründete ein berühmter Schüler Schleichers, August Leskien, die Junggrammatische Schule in Leipzig mit.
Nicht zufällig entstammt somit die Leipziger Schule einem Forscher, der die Indogermanistik als eine Art Naturwissenschaft aufgefasst hat. Die ersten Sätze seines Hauptwerks (Compendium … ) lauten:

„Die grammatik bildet einen teil der sprachwißenschaft oder glottik. Dise selbst ist teil der naturgeschichte des menschen. Ire methode ist im wesentlichen die der naturwißenschaften überhaupt […] Eine der hauptaufgaben der glottik ist die ermittelung und beschreibung der sprachlichen sippen oder sprachstämme, d. h. der von einer und der selben ursprache ab stammenden sprachen und die anordnung diser sippen nach einem natürlichen systeme.“

## Schriften (Auswahl)
- Zur vergleichenden Sprachgeschichte. (Sprachvergleichende Untersuchungen. I.) H. B. König, Bonn 1848. Digitalisat.
- Die Sprachen Europas in systematischer Uebersicht. (Linguistische Untersuchungen. II.) H. B. König, Bonn 1850. Digitalisat.
  - Neu herausgegeben von Konrad Körner, Amsterdam, John Benjamins (1982)
- Die formenlehre der kirchenslawischen sprache, erklärend und vergleichend dargestellt. H. B. König, Bonn 1852. Digitalisat. (Nachdruck bei Gerstenberg, Hildesheim 1976; Buske, Hamburg 1998, ISBN 3-87118-540-X)
- Die ersten Spaltungen des indogermanischen Urvolkes. In: Allgemeine Monatsschrift für Wissenschaft und Literatur, Jg. 1853,  S. 786f.
- Handbuch der Litauischen Sprache. 2 Bände. Calve, Prag 1856, 1857.
- Litauische Märchen, Sprichworte, Rätsel und Lieder. H. Böhlau, Weimar 1857. Digitalisat.
- Volkstümliches aus Sonneberg im Meininger oberlande. Kommission H. Böhlau, Weimar 1858. Digitalisat.
- Kurzer Abriß der Geschichte der italischen Sprachen (des Lateinischen und seiner Schwestersprachen). In: Rheinisches Museum für Philologie N. F. 14, 1859, S. 329–346. PDF.
- Die Deutsche Sprache. J. G. Cotta, Stuttgart 1860. Digitalisat.
  - Überarbeitet und neu herausgegeben von Johannes Schmidt. Stuttgart, J. G. Cotta, Stuttgart 1888.
- Compendium der vergleichenden Grammatik der indogermanischen Sprachen. (Kurzer Abriss der indogermanischen Ursprache, des Altindischen, Altiranischen, Altgriechischen, Altitalischen, Altkeltischen, Altslawischen, Litauischen und Altdeutschen.) (2 Bde.) Weimar, H. Böhlau (Bd. 1 1861 Digitalisat und Volltext im Deutschen Textarchiv; Bd. 2 1862 Digitalisat und Volltext im Deutschen Textarchiv); Nachdruck Minerva GmbH, Wissenschaftlicher Verlag, ISBN 3-8102-1071-4
- Die Darwinsche Theorie und die Sprachwissenschaft. Offenes Sendschreiben an Herrn Dr. Ernst Häckel, a. o. Professor der Zoologie und Director des zoologischen Museums an der Universität Jena. Hermann Böhlau, Weimar 1863. Digitalisat. (Digitalisat und Volltext im Deutschen Textarchiv) (3. Auflage 1873, Digitalisat)
  - Darwinism Tested by the Science of Language. Translated from the German of Professor August Schleicher by Dr. Alex. V. W. Bikkers. J. C. Hotten, London 1869. Digitalisat.
- Über die Bedeutung der Sprache für die Naturgeschichte des Menschen. Hermann Böhlau, Weimar 1865. Digitalisat.
- Christian Donalitius Litauische Dichtungen (mit litauisch-deutschem Glossar herausgegeben von A. Schleicher), St. Petersburg, Russische Akademie der Wissenschaften (1865)
- Laut- und Formenlehre der polabischen Sprache. Nachdruck Sändig Reprint Verlag H.R. Wohlwend, ISBN 3-253-01908-X
- Sprachvergleichende Untersuchungen. Nachdruck Minerva GmbH, Wissenschaftlicher Verlag, ISBN 3-8102-1072-2